# Анноне-ди-Брианца
Анно́не-ди-Бриа́нца (итал. Annone di Brianza) — коммуна в Италии, расположена в провинции Лекко в области Ломбардия, на берегу озера Анноне.
Население составляет 2000 человек, плотность населения — 400 чел./км². Занимает площадь 5 км². Почтовый индекс — 22040. Телефонный код — 00341.
Покровительницей коммуны почитается Пресвятая Богородица (Beata Vergine Addolorata), празднование в третье воскресение сентября.